# Bombus lapidarius
Bombus lapidarius je врста инсекта из реда опнокрилаца и фамилије Apidae. 

## Опис
Лако препознатљива врста бумбара са црним телом. Краљица и радници су слични, имају јарко црвено обојене врхове трећег телесног региона, тј. трбуха (metasoma). Мужјаци имају шару жуте боје на предњем делу другог телесног региона, тј. груди (меsosma) и више длачица светло жуте боје. Мужјаци су дужине од 14мм до 16мм, а женке од 12мм до 16мм.    Гнезда ова врста прави у земљи, или између камења или у напустеним јазбинама других животиња.

## Распрострањеност
Ово је широко распрострањена врста у Европи и Азији. Пристуна је и на северу Африке и Севеној Америци. У Србији је овај бумбар честа врста. Насељава различите типове станишта, а чест је и у парковима и баштама. Пошто је значајан опрашивач често се саветује садђење одређених биљака како би се задржали и у урбаним срединама.

## Синоними
- Apis arbustorum Fabricius, 1776
- Apis audens Harris, 1776
- Apis coronata Geoffroy, 1785
- Apis lapidaria Linnaeus, 1758
- Apis opis Harris, 1776
- Apis pertristis Harris, 1776
- Apis strenuus Harris, 1776
- Bombus bisiculus Lecocq, Biella, Martinet & Rasmont, 2019
- Bombus lapidarius subsp. albicans Schmiedeknecht, 1878
- Bombus lapidarius subsp. atlanticus Benoist, 1928
- Bombus lapidarius subsp. carpaticus Radoszkowski, 1884
- Bombus lapidarius subsp. carpatiens Radoszkowski, 1884
- Bombus lapidarius subsp. decipiens Pérez, 1879
- Bremus regelationis Panzer, 1805
- Bremus truncorum Panzer, 1805
- Pyrobombus lapidarius (Linnaeus, 1758)